# Place Georges-Guillaumin
La place Georges-Guillaumin est une place du 8e arrondissement de Paris.

## Situation et accès
Elle est située au croisement de l'avenue de Friedland, de la rue Balzac et de la rue Beaujon.

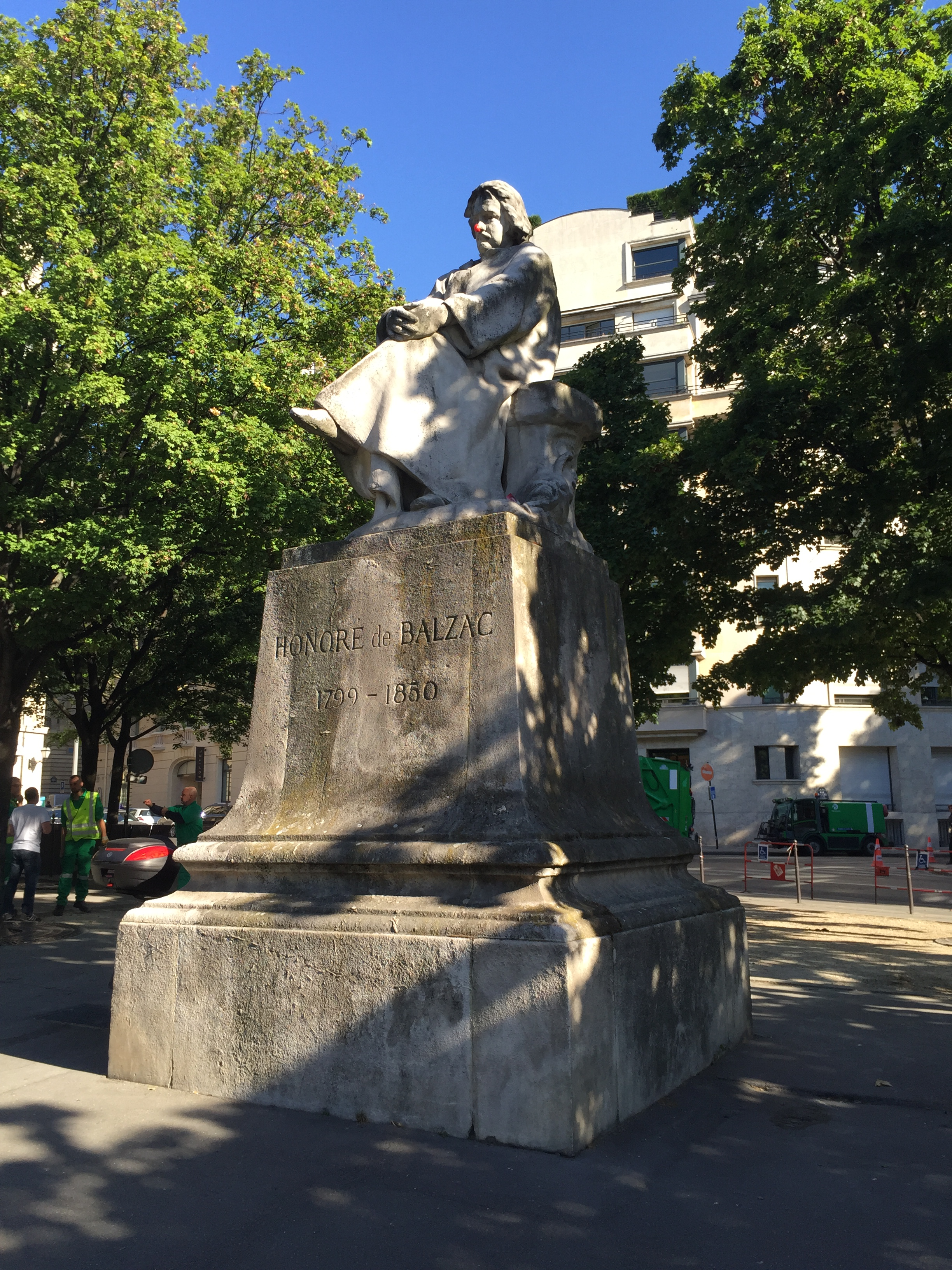
Statue de Balzac, place Georges-Guillaumin.

Le quartier est desservi par la ligne de métro 1 à la station George V.

## Origine du nom
Cette place doit son nom à Georges Guillaumin, conseiller municipal du quartier.
Né le 2 juin 1868 à Angoulême de Théodore Albert Guillaumin et Marie Ursule Louise Désirée Lenge-Dulaurier, Georges Guillaumin fut bâtonnier de l'ordre des avocats de Paris, président du conseil municipal de Paris et conseiller général de la Seine et commandeur de la Légion d'honneur.
Veuf en premières noces de Lucie Francastel, il s'était remarié avec Laurence Valentine Royant.
Il meurt le 10 janvier 1936 à son domicile du 22 rue Clément-Marot, dans le 8e arrondissement de Paris.

## Historique
La place est créée et prend sa dénomination actuelle en 1937 sur l'emprise des rues Balzac et Beaujon. Elle est inaugurée le 22 mai 1937, en même temps que la place Chassaigne-Goyon, en présence des veuves des deux hommes.

## Bâtiments remarquables et lieux de mémoire
La place est ornée d'une statue d'Honoré de Balzac par Alexandre Falguière, sculptée en 1899 et inaugurée en 1902. La Société des gens de lettres l’a commandée en remplacement de celle de Rodin, qui avait provoqué un scandale ; celle-ci est installée boulevard Raspail, en 1939.
En face de la statue se trouve une boîte à sable du XIXe siècle. Seuls quatre de ces édicules sont encore visibles à Paris,.